# Quaternaria abnormis
Quaternaria abnormis är en svampart som först beskrevs av Elias Fries, och fick sitt nu gällande namn av Berl. & Voglino 1886. Quaternaria abnormis ingår i släktet Quaternaria och familjen Diatrypaceae.   Inga underarter finns listade i Catalogue of Life.
I den svenska databasen Dyntaxa används istället namnet Calosphaeria abnormis för samma taxon.  Arten är reproducerande i Sverige.